# Myrmarachne mcgregori
Myrmarachne mcgregori är en spindelart som beskrevs av Banks 1930. Myrmarachne mcgregori ingår i släktet Myrmarachne och familjen hoppspindlar. Inga underarter finns listade i Catalogue of Life.